# Mutotylaspis tripudium
Mutotylaspis tripudium (лат.) —  вымерший вид древних раков-отшельников, обнаруженный в нижнем альбе (середина мелового периода) Владимирской области, Россия. Единственный вид в составе рода Mutotylaspis. Описан палеонтологами Рене Фраайе, Эдуардом Мычко и Дж. Яхтом. Родовое название дано в честь паразитического кайдзю ГННУСа (англ. MUTO) из киновселенной Годзиллы и Tylaspis — другого представителя ракообразных. Является самым древним представителем ныне живущего семейства Probeebeidae.